# 멜로디언

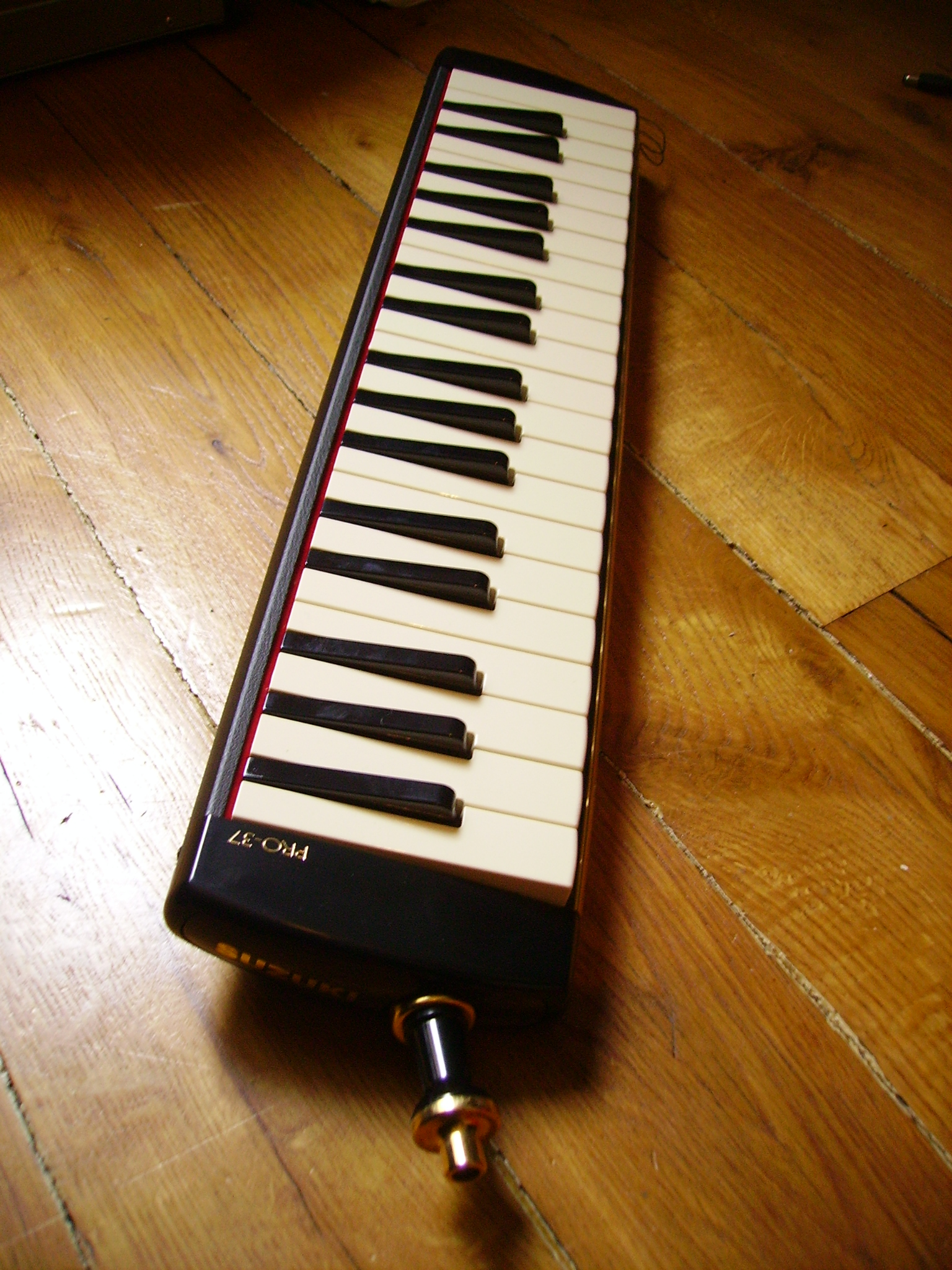
스즈키 멜로디언

멜로디언(영어: Melodion, 일본어: メロディオン 메로디온[*])은 스즈키 악기 제작소가 제조하는 멜로디카 브랜드명이다. 일본 내는 물론 세계 각국의 초등교육의 음악 교육으로 많이 쓰이고 있다.
멜로디언이라는 이름은 멜로디 (melody)와 아코디언 (accordion)을 합친 것이다.